# Batalla de Chantonnay (17 març 1793)
Fou una batalla de la revolta de La Vendée.

## Preludi
El 12 de març, 3.000 insurgents de la Vendée, dirigits per Charles Aimé de Royrand, Charles Sapinaud de La Rairie i Louis Sapinaud de la Verrie, van anar a prendre un lloc a Quatre-Chemins, L'Oie, a la cruïlla de les carreteres de Nantes a La Rochelle i des Sables- d'Olonne a Saumur. Dos dies després, en voler disputar el control, la guàrdia nacional de Fontenay-le-Comte va ser atrapada en una emboscada i va fugir sense lluitar. Laparra, secretari del directori del departament de Vendée, és capturat i afusellat.
El 15 de març, els insurgents ataquen Chantonnay i prenen la ciutat després d'una lluita contra els Guàrdies Nacionals de Fontenay. Després cauen una mica més al nord, a Saint-Vincent-Sterlanges.
El 16 de març, des de La Rochelle, el general republicà de Marcé va arribar a Sainte-Hermine. A continuació, va conduir de 1.200 a 1.300 homes amb set canons. Tanmateix, va ocupar la posició ràpidament a Pont-Charron, a Grand Lay, al sud de Chantonnay, per evitar que els insurgents la destruïssin.

## Actuació
El 17 de març, els republicans van anar a Chantonnay. Marcé deixa part de les seves forces en reserva a Pont-Charron i avança amb una avantguarda de 500 homes i dos canons. Els insurgents després ataquen i comença la lluita entre Chantonnay i Saint-Vincent-Sterlanges. Acaba amb una victòria fàcil per als republicans1 i els insurgents tornen a replegar-se al campament de L'Oie.
Marcé es queda a Chantonnay, on rep mil reforços. Després va anunciar la seva intenció de continuar la seva marxa cap a Nantes.

## Pèrdues
L'endemà, el representant en missió Joseph Niou va anunciar la victòria en la Convenció Nacional en elogiar el "valor dels nostres germans en armes i la bona conducta dels caps". Afirma que els rebels van deixar sobre el terreny més de 100 persones, mentre que les víctimes republicanes només van resultar tres ferits: dos oficials i un cavaller. Els insurgents van sofrir més de 40 morts, i tres canons abandonats5, així com 1.200 racions de pa i 1.200 cartutxos.